# محمد الننی
محمد الننی (انگلیسی: Mohamed Elneny؛ زاده ۱۱ ژوئیهٔ ۱۹۹۲) یک بازیکن فوتبال اهل مصر است.
او برای تیم ملی فوتبال مصر و الجزیره بازی می‌کند.